# Hannover-Marathon

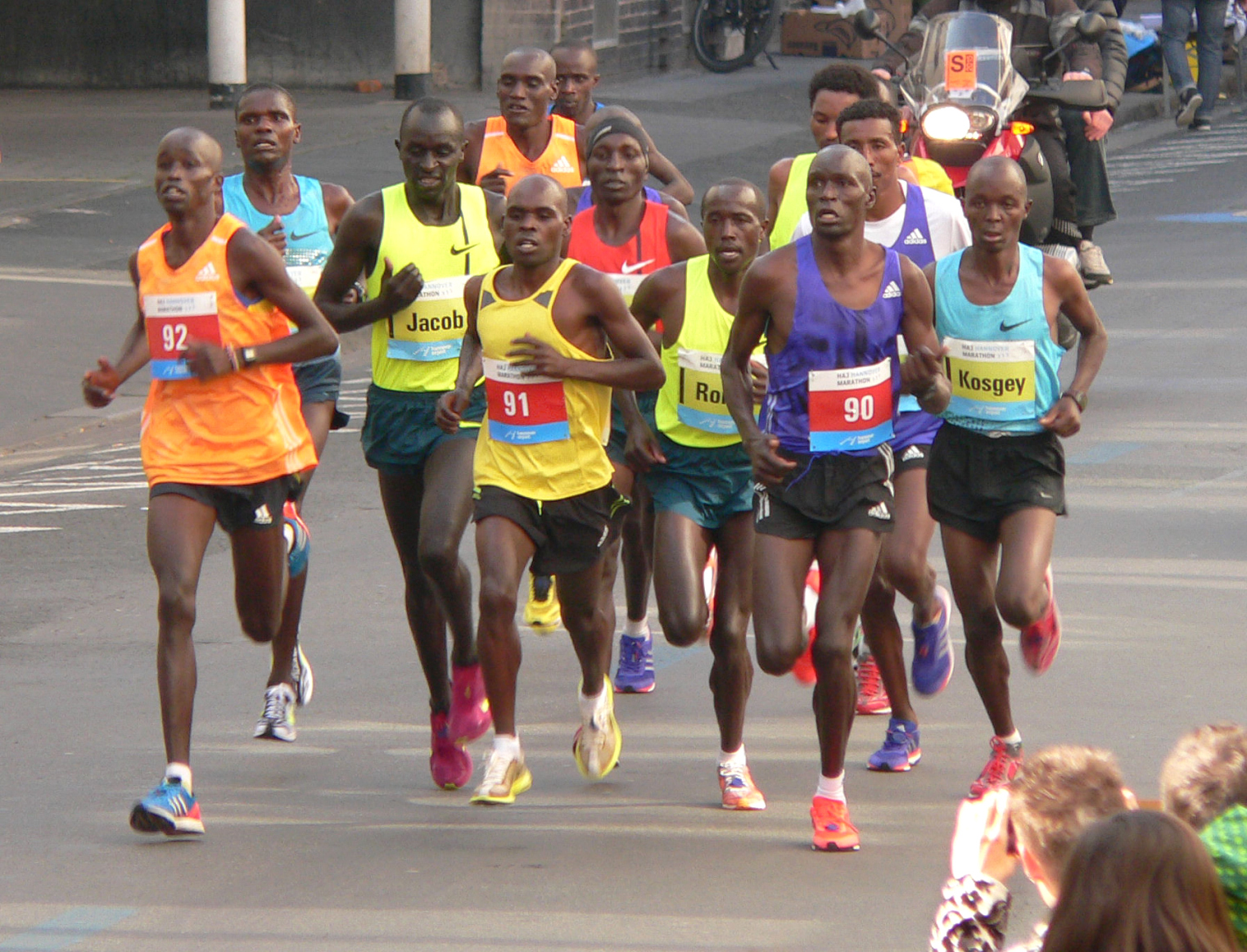
Die Spitzengruppe des Hannover-Marathon 2015 mit dem Gewinner Cheshari Kirui Jacob (3. von links)

Der Hannover-Marathon (Eigenschreibweise: Hannover Marathon) ist eine der größten Straßenlaufveranstaltungen in Deutschland mit internationaler Beteiligung. Die Veranstaltung in Hannover in Niedersachsen fand von 1991 bis 2019 jährlich statt, von 2014 bis 2019 an einem Sonntag im April. 2020 und 2021 fiel sie aus.

## Organisation und Geschichte
Der Hannover-Marathon fand von 1991 bis 2013 jährlich am ersten Sonntag im Mai statt. 2014 wurde der Veranstaltungstermin mit dem Hamburg-Marathon getauscht. Seitdem findet der Hannover-Marathon an einem Sonntag im April statt. 2014 war es der 27. April und im Jahr 2015, zum 25-jährigen Bestehen, der 19. April.
2014 erhielt der Hannover-Marathon das Road Race Silver Label vom Weltleichtathletikverband IAAF verliehen. Organisiert wird die Veranstaltung durch die Event Agentur Eichels Event GmbH. Sportlicher Ausrichter ist der Niedersächsische Leichtathletik-Verband.
Am 25. Hannover-Marathon nahmen 2015 über 20.000 Teilnehmer in allen Disziplinen teil.
Neben dem Marathon werden ein Halbmarathon, ein 10-km-Lauf und ein Halbmarathon für Nordic Walking angeboten. Seit 2025 sind alle Wettbewerbe auch für Menschen mit Handicap zugänglich. Zum Publikumsliebling hat sich am Samstag vor dem Wettkampf der Kinderlauf entwickelt, hier sind bereits Tage vorher die Meldekapazitäten erreicht. Die Strecken sind flach und schnell.
2016 wurde die Kenianerin Edinah Jerotich Kwambai nach dem Rennen wegen Dopings disqualifiziert und die bislang Zweitplatzierte, Anna Hahner, im August nachträglich zur Siegerin erklärt.
Der 30. Hannover-Marathon im Jahr 2020, der für den 26. April geplant war, wurde am 23. März 2020 wegen der COVID-19-Pandemie abgesagt. Die Jubiläumsveranstaltung sollte dafür am 18. April 2021 ausgetragen werden. Im Januar 2021 wurde auch der Hannover Marathon 2021 wegen der deutlich schwerwiegenderen Pandemie-Lage als im Vorjahr abgesagt. 2022 fand der Hannover Marathon als 30. Ausgabe am 3. April 2022 statt. Im Hannover Marathon des Jahres 2024 wurden sowohl bei den Frauen als auch beiden Männern neue Streckenrekorde aufgestellt.
Mit 29.841 Teilnehmenden wurde 2025 eine neue Rekordmarke erreicht.

## Strecke
Die 10-km-Strecke führt zunächst entlang des Westufers des Maschsees, bevor sie in Höhe des Südufers Richtung Hildesheimer Straße auf die Strecke des Marathons und des Halbmarathons mündet.
Der Marathon 2012 wurde auf einem geänderten Rundkurs ausgetragen. Start und Ziel aller Läufe, wie auch in den Jahren zuvor, war das Neue Rathaus am Friedrichswall. Der Kurs führte am Maschsee entlang Richtung Süden nach Döhren. Zurück über die Südstadt, dem Aegidientorplatz und vorbei am Hauptbahnhof erreichte der Kurs die Oststadt. Dort zweigt die Marathonstrecke von der des Halbmarathons ab in die List und Vahrenwald, um dann kurz vor der Nordstadt wieder auf die Halbmarathonstrecke zu münden, bevor es über das Leibnizufer zum Ziel auf den Friedrichswall geht. Im Zentrum der Kritik der alten Strecke stand, dass die Marathonläufer durch den Georgengarten geleitet wurden und vom Zielpunkt wegliefen, was offensichtlich ein psychologischer Knackpunkt war.

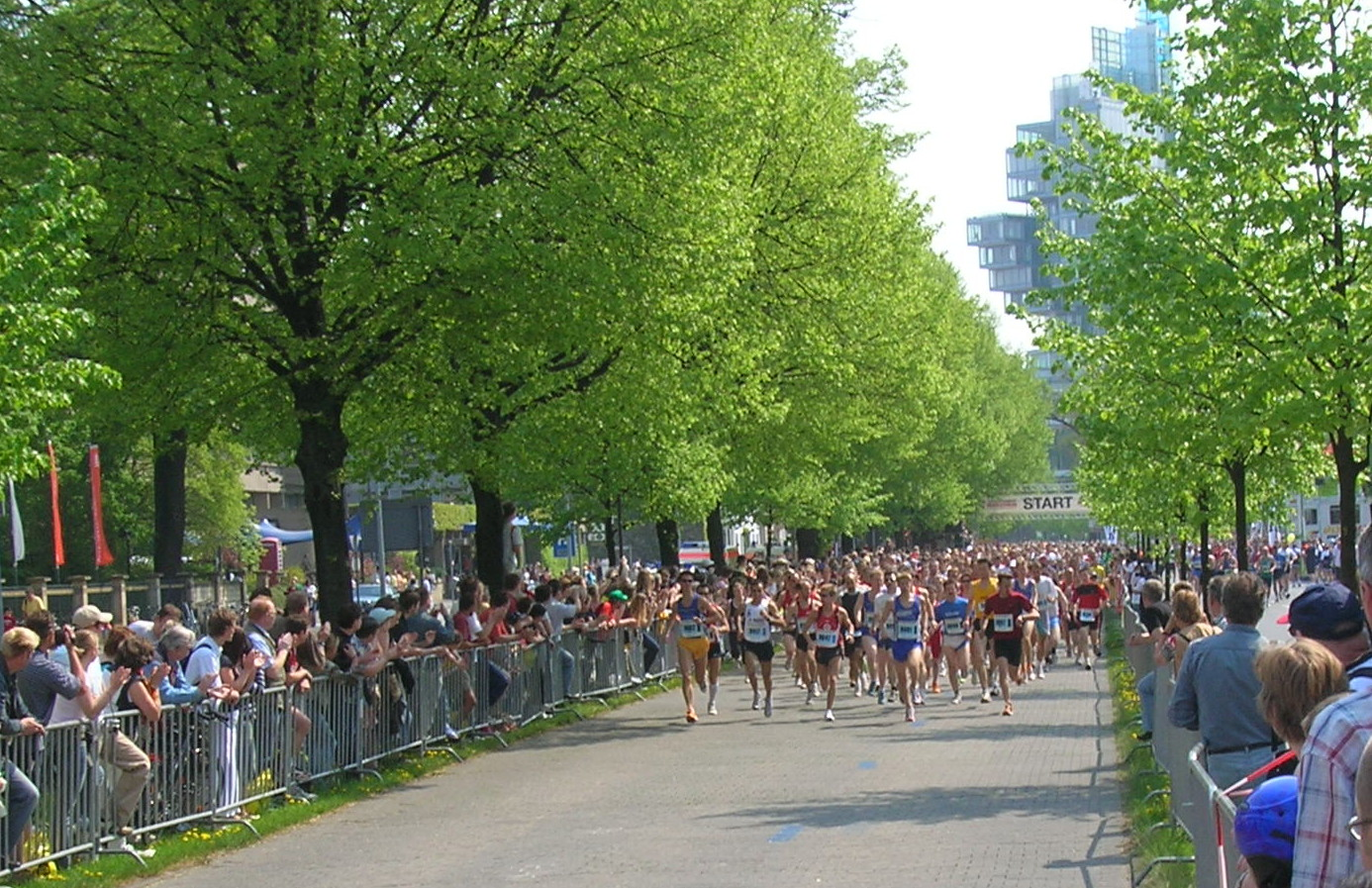
Start des 10-km-Laufs auf dem Friedrichswall vor dem Neuen Rathaus, 2006

Für das Jahr 2013 hatten die Organisatoren eine erneute Streckenänderung angekündigt. Der Marathon führte dann an der Eilenriede und dem wiederaufgebauten Schloss Herrenhausen vorbei.
Auch 2014 gab es wieder einige kleinere Veränderungen. Die bei den Marathonläufern unbeliebte Altstadtschleife wurde gestrichen; stattdessen wurden die Kilometer in die Nordstadt verlagert. Auch wurde der Start- sowie Zielbereich vergrößert, um eine bessere Versorgung der Läufer zu gewährleisten.

## Statistiken

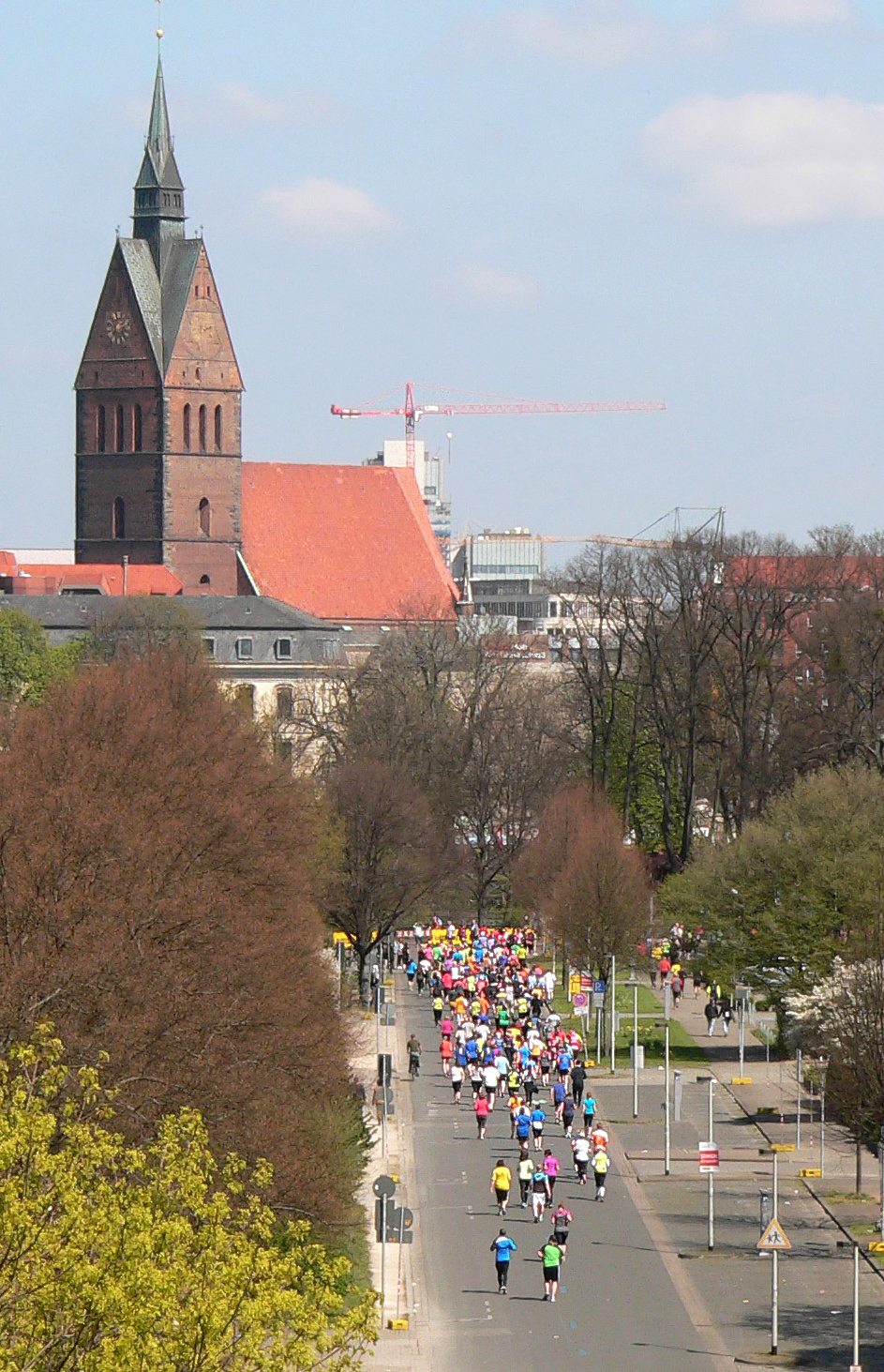
10 km-Lauf im Jahre 2015, im Hintergrund die Marktkirche

### Streckenrekorde
Marathon
- Männer: 2:06:05 h, Amanal Petros (GER), 2024
- Frauen: 2:23:50 h, Domenika Mayer (GER), 2024

Halbmarathon
- Männer: 1:01:49 h, Johnstone Kipkorir Chepkwony (KEN), 2006
- Frauen: 1:10:54 h, Alice Mogire (GER), 2017

10 km
- Männer: 29:54 min, Felix Ebel (GER), 2025
- Frauen: 34:42 min, Ines Cronjäger (GER), 2001

### Siegerliste

#### Marathon
Ergebnisliste (aktueller Streckenrekord in fett, historische Streckenrekorde in kursiv)
| Jahr           | Männer                                     | Nation                                     | Zeit                                       | Frauen                                     | Nation                                     | Zeit                                       |
| -------------- | ------------------------------------------ | ------------------------------------------ | ------------------------------------------ | ------------------------------------------ | ------------------------------------------ | ------------------------------------------ |
| 6. April 2025  | Samuel Fitwi Sibhatu                       | Deutschland                                | 2:06:29                                    | Domenika Mayer                             | Deutschland                                | 2:24:22                                    |
| 14. April 2024 | Amanal Petros                              | Deutschland                                | 2:06:05                                    | Domenika Mayer                             | Deutschland                                | 2:23:50                                    |
| 26. März 2023  | Amanal Petros                              | Deutschland                                | 2:07:02                                    | Matea Parlov Koštro                        | Kroatien                                   | 2:25:45                                    |
| 3. Apr. 2022   | Hendrik Pfeiffer                           | Deutschland                                | 2:10:59                                    | Domenika Mayer                             | Deutschland                                | 2:26:50                                    |
| 18. Apr. 2021  | Absage wegen anhaltender COVID-19-Pandemie | Absage wegen anhaltender COVID-19-Pandemie | Absage wegen anhaltender COVID-19-Pandemie | Absage wegen anhaltender COVID-19-Pandemie | Absage wegen anhaltender COVID-19-Pandemie | Absage wegen anhaltender COVID-19-Pandemie |
| 26. Apr. 2020  | Absage wegen der COVID-19-Pandemie         | Absage wegen der COVID-19-Pandemie         | Absage wegen der COVID-19-Pandemie         | Absage wegen der COVID-19-Pandemie         | Absage wegen der COVID-19-Pandemie         | Absage wegen der COVID-19-Pandemie         |
| 7. Apr. 2019   | Silas Mwetich                              | Kenia                                      | 2:09:37                                    | Racheal Jemutai Mutgaa                     | Kenia                                      | 2:26:15                                    |
| 8. Apr. 2018   | Seboka Erre                                | Äthiopien                                  | 2:09:44                                    | Agnes Jepkemboi Kiprop                     | Kenia                                      | 2:32:35                                    |
| 9. Apr. 2017   | Allan Kiprono Kipkorir                     | Kenia                                      | 2:09:52                                    | Fate Tola                                  | Deutschland                                | 2:28:48                                    |
| 10. Apr. 2016  | Lusapho April -3-                          | Südafrika                                  | 2:11:27                                    | Anna Hahner                                | Deutschland                                | 2:30:35                                    |
| 19. Apr. 2015  | Cheshari Kirui Jacob                       | Kenia                                      | 2:09:32                                    | Souad Aït Salem -2-                        | Algerien                                   | 2:27:21                                    |
| 27. Apr. 2014  | Henry Chirchir                             | Kenia                                      | 2:11:30                                    | Souad Aït Salem                            | Algerien                                   | 2:33:09                                    |
| 5. Mai 2013    | Lusapho April -2-                          | Südafrika                                  | 2:08:32                                    | Olena Burkowska                            | Ukraine                                    | 2:27:07                                    |
| 6. Mai 2012    | Joseph Kiprono Kiptum                      | Kenia                                      | 2:09:56                                    | Natalja Putschkowa                         | Russland                                   | 2:30:17                                    |
| 8. Mai 2011    | Lusapho April                              | Südafrika                                  | 2:09:25                                    | Georgina Rono                              | Kenia                                      | 2:31:19                                    |
| 2. Mai 2010    | Yusuf Songoka                              | Kenia                                      | 2:08:52                                    | Kateryna Stezenko                          | Ukraine                                    | 2:31:36                                    |
| 3. Mai 2009    | Evans Kipkosgei Ruto                       | Kenia                                      | 2:10:47                                    | Fridah Jepkite Too                         | Kenia                                      | 2:35:47                                    |
| 4. Mai 2008    | Duncan Cheruiyot Koech                     | Kenia                                      | 2:14:29                                    | Petra Guggisberg-Oberli                    | Schweiz                                    | 2:51:59                                    |
| 6. Mai 2007    | Daniel Muruki Mbogo                        | Kenia                                      | 2:14:46                                    | Monica Njeru                               | Kenia                                      | 2:46:19                                    |
| 7. Mai 2006    | David Chepkwony Kiptanui                   | Kenia                                      | 2:14:13                                    | Keneni Chala                               | Äthiopien                                  | 2:47:43                                    |
| 8. Mai 2005    | Simon Lopuyet                              | Kenia                                      | 2:15:33                                    | Evelyne Kimuria                            | Kenia                                      | 2:48:18                                    |
| 2. Mai 2004    | Moses Masai                                | Kenia                                      | 2:12:28                                    | Tadelesh Birra -2-                         | Äthiopien                                  | 2:37:32                                    |
| 4. Mai 2003    | David Simukwo                              | Kenia                                      | 2:15:26                                    | Tadelesh Birra                             | Äthiopien                                  | 2:33:41                                    |
| 5. Mai 2002    | Andrej Hardsejeu -2-                       | Belarus                                    | 2:11:56                                    | Ines Cronjäger                             | Deutschland                                | 2:42:48                                    |
| 6. Mai 2001    | Andrej Hardsejeu                           | Belarus                                    | 2:11:44                                    | Anja Carlsohn                              | Deutschland                                | 2:37:29                                    |
| 14. Mai 2000   | Waldemar Glinka                            | Polen                                      | 2:12:55                                    | Birgit Behrend                             | Deutschland                                | 2:54:33                                    |
| 16. Mai 1999   | Stephan Freigang -2-                       | Deutschland                                | 2:13:48                                    | Claudia Dreher                             | Deutschland                                | 2:27:55                                    |
| 5. Apr. 1998   | Stephan Freigang                           | Deutschland                                | 2:12:16                                    | Wolha Judsenkowa                           | Belarus                                    | 2:32:52                                    |
| 6. Apr. 1997   | Česlovas Kundrotas                         | Litauen                                    | 2:13:40                                    | Natalja Galuschko -3-                      | Belarus                                    | 2:33:24                                    |
| 14. Apr. 1996  | Christo Stefanow                           | Bulgarien                                  | 2:12:45                                    | Natalja Galuschko -2-                      | Belarus                                    | 2:39:01                                    |
| 14. Mai 1995   | Rainer Wachenbrunner                       | Deutschland                                | 2:15:04                                    | Natalja Galuschko                          | Belarus                                    | 2:35:14                                    |
| 29. Mai 1994   | Simon Qamunga                              | Tansania                                   | 2:14:48                                    | Suzana Ćirić                               | Jugoslawien                                | 2:33:00                                    |
| 18. Apr. 1993  | Kurt Stenzel                               | Deutschland                                | 2:13:25                                    | Birgit Jerschabek -2-                      | Deutschland                                | 2:30:34                                    |
| 16. Apr. 1992  | Sergei Sokow                               | Belarus                                    | 2:13:03                                    | Birgit Jerschabek                          | Deutschland                                | 2:31:42                                    |
| 12. Apr. 1991  | Marek Adamski                              | Polen                                      | 2:15:04                                    | Jelena Jegorowa                            | Russland                                   | 2:36:29                                    |

#### Halbmarathon
| Jahr | Männer                                     | Nation                                     | Zeit                                       | Frauen                                     | Nation                                     | Zeit                                       |
| ---- | ------------------------------------------ | ------------------------------------------ | ------------------------------------------ | ------------------------------------------ | ------------------------------------------ | ------------------------------------------ |
| 2023 | Hendrik Pfeiffer                           | Deutschland                                | 1:02:57                                    | Jasmina Stahl                              | Deutschland                                | 1:15:27                                    |
| 2022 | Hagen Bierlich                             | Deutschland                                | 1:07:12                                    | Tabea Themann                              | Deutschland                                | 1:14:21                                    |
| 2021 | Absage wegen anhaltender COVID-19-Pandemie | Absage wegen anhaltender COVID-19-Pandemie | Absage wegen anhaltender COVID-19-Pandemie | Absage wegen anhaltender COVID-19-Pandemie | Absage wegen anhaltender COVID-19-Pandemie | Absage wegen anhaltender COVID-19-Pandemie |
| 2020 | Absage wegen der COVID-19-Pandemie         | Absage wegen der COVID-19-Pandemie         | Absage wegen der COVID-19-Pandemie         | Absage wegen der COVID-19-Pandemie         | Absage wegen der COVID-19-Pandemie         | Absage wegen der COVID-19-Pandemie         |
| 2019 | Tom Gröschel                               | Deutschland                                | 1:05:25                                    | Betty Chepkwony                            | Kenia                                      | 1:14:26                                    |
| 2018 | Karsten Meier                              | Deutschland                                | 1:05:23                                    | Franziska Reng                             | Deutschland                                | 1:14:15                                    |
| 2017 | Philipp Baar                               | Deutschland                                | 1:04:57                                    | Sabrina Mockenhaupt                        | Deutschland                                | 1:10:54                                    |
| 2016 | Valentin Harwardt -3-                      | Deutschland                                | 1:07:13                                    | Neja Kršinar                               | Slowenien                                  | 1:17:51                                    |
| 2015 | Florian Pehrs                              | Deutschland                                | 1:09:42                                    | Malene Munkholm                            | Dänemark                                   | 1:20:30                                    |
| 2014 | Valentin Harwardt -2-                      | Deutschland                                | 1:09:14                                    | Nicole Krinke                              | Deutschland                                | 1:22:50                                    |
| 2013 | Valentin Harwardt                          | Deutschland                                | 1:09:12                                    | Julia Galuschka                            | Deutschland                                | 1:19:51                                    |
| 2012 | Thomas Bartholome -2-                      | Deutschland                                | 1:08:51                                    | Katrin Kreil -3-                           | Deutschland                                | 1:21:14                                    |
| 2011 | Dirk Schwarzbach                           | Deutschland                                | 1:10:23                                    | Katrin Kreil -2-                           | Deutschland                                | 1:20:29                                    |
| 2010 | Mareks Florošeks                           | Lettland                                   | 1:07:30                                    | Katrin Kreil                               | Deutschland                                | 1:21:08                                    |
| 2009 | Kersten Jäkel                              | Deutschland                                | 1:12:31                                    | Alexandra Cook                             | Vereinigtes Königreich                     | 1:22:52                                    |
| 2008 | Patrick Kiprono Kimeli                     | Kenia                                      | 1:02:12                                    | Anitha Jepchumba Kiptum                    | Kenia                                      | 1:13:40                                    |
| 2007 | Johnstone Kipkorir Chepkwony -2-           | Kenia                                      | 1:02:45                                    | Alice Mogire                               | Kenia                                      | 1:11:07                                    |
| 2006 | Johnstone Kipkorir Chepkwony               | Kenia                                      | 1:01:49                                    | Viola Bor Chepketing                       | Kenia                                      | 1:15:32                                    |
| 2005 | Carsten Wenzek                             | Deutschland                                | 1:06:41                                    | Damla Yenigelen                            | Türkei                                     | 1:21:34                                    |
| 2004 | Uwe Cordes                                 | Deutschland                                | 1:14:17                                    | Anke Kemmener                              | Deutschland                                | 1:19:34                                    |
| 2003 | Thomas Bartholome                          | Deutschland                                | 1:10:13                                    | Rosemarie Kössler                          | Deutschland                                | 1:20:45                                    |
| 2002 | Holger Zobries                             | Deutschland                                | 1:08:45                                    | Annette Wolfrom                            | Deutschland                                | 1:19:33                                    |
| 2001 | Stefan Groß -2-                            | Deutschland                                | 1:06:32                                    | Manuela Edler                              | Deutschland                                | 1:20:00                                    |
| 2000 | Stefan Groß                                | Deutschland                                | 1:06:59                                    | Anja Carlsohn                              | Deutschland                                | 1:16:52                                    |
| 1999 | ???                                        |                                            | -                                          | ???                                        |                                            | -                                          |
| 1998 | ???                                        |                                            | -                                          | ???                                        |                                            | -                                          |
| 1997 | Olaf Sabatschus                            | Deutschland                                | 1:04:51                                    | Anke von Gaza                              | Deutschland                                | 1:22:46                                    |

#### 10 km
| Jahr | Männer                                     | Nation                                     | Zeit                                       | Frauen                                     | Nation                                     | Zeit                                       |
| ---- | ------------------------------------------ | ------------------------------------------ | ------------------------------------------ | ------------------------------------------ | ------------------------------------------ | ------------------------------------------ |
| 2022 | Felix Ebel -2-                             | Deutschland                                | 30:30                                      | Nele Heymann                               | Deutschland                                | 35:21                                      |
| 2022 | Felix Ebel                                 | Deutschland                                | 31:01                                      | Iris Rautenberg                            | Deutschland                                | 35:55                                      |
| 2021 | Absage wegen anhaltender COVID-19-Pandemie | Absage wegen anhaltender COVID-19-Pandemie | Absage wegen anhaltender COVID-19-Pandemie | Absage wegen anhaltender COVID-19-Pandemie | Absage wegen anhaltender COVID-19-Pandemie | Absage wegen anhaltender COVID-19-Pandemie |
| 2020 | Absage wegen der COVID-19-Pandemie         | Absage wegen der COVID-19-Pandemie         | Absage wegen der COVID-19-Pandemie         | Absage wegen der COVID-19-Pandemie         | Absage wegen der COVID-19-Pandemie         | Absage wegen der COVID-19-Pandemie         |
| 2019 | Leonid Latsepov                            | Estland                                    | 32:10                                      | Stephanie Strate                           | Deutschland                                | 37:04                                      |
| 2018 | Vít Pavlista                               | Tschechien                                 | 31:20                                      | Katharina Kulenkampff                      | Deutschland                                | 37:45                                      |
| 2017 | Viktor Kuk                                 | Deutschland                                | 31:30                                      | Svenja Meyer                               | Deutschland                                | 36:48                                      |
| 2016 | Thomas Kühlmann                            | Deutschland                                | 31:52                                      | Tabea Themann                              | Deutschland                                | 34:44                                      |
| 2015 | Paul Schmidt                               | Deutschland                                | 30:26                                      | Sarah Kistner                              | Deutschland                                | 35:18                                      |
| 2014 | Morten Marinussen                          | Dänemark                                   | 31:57                                      | Ulrike Wendt                               | Deutschland                                | 37:27                                      |
| 2013 | René Menzel                                | Deutschland                                | 32:07                                      | Gwendolyn Mewes                            | Deutschland                                | 38:36                                      |
| 2012 | Karsten Meier                              | Deutschland                                | 31:38                                      | Cathrin Cronjäger -2-                      | Deutschland                                | 36:27                                      |
| 2011 | Philip Champignon                          | Deutschland                                | 33:17                                      | Ulrike Dreißigacker                        | Deutschland                                | 37:31                                      |
| 2010 | Thomas Springer                            | Deutschland                                | 30:36                                      | Cathrin Cronjäger                          | Deutschland                                | 37:05                                      |
| 2009 | Florian Reichert                           | Deutschland                                | 32:17                                      | Sandra Wallenhorst -2-                     | Deutschland                                | 37:00                                      |
| 2008 | Mark Reed                                  | Deutschland                                | 33:51                                      | Sandra Wallenhorst                         | Deutschland                                | 38:22                                      |
| 2007 | Hauke Horstmann                            | Deutschland                                | 32:57                                      | Franziska Radtke                           | Deutschland                                | 38:09                                      |
| 2006 | Dirk Schwarzbach -3-                       | Deutschland                                | 32:32                                      | Annette Nothdurft -5-                      | Deutschland                                | 38:09                                      |
| 2005 | Dirk Schwarzbach -2-                       | Deutschland                                | 32:02                                      | Annette Nothdurft -4-                      | Deutschland                                | 37:09                                      |
| 2004 | Dirk Schwarzbach                           | Deutschland                                | 32:01                                      | Annette Nothdurft -3-                      | Deutschland                                | 38:12                                      |
| 2003 | Markus Pingpank -4-                        | Deutschland                                | 32:36                                      | Annette Nothdurft -2-                      | Deutschland                                | 37:26                                      |
| 2002 | Markus Pingpank -3-                        | Deutschland                                | 31:03                                      | Annette Nothdurft                          | Deutschland                                | 36:51                                      |
| 2001 | Markus Pingpank -2-                        | Deutschland                                | 31:42                                      | Ines Cronjäger                             | Deutschland                                | 34:42                                      |
| 2000 | Markus Pingpank                            | Deutschland                                | 31:11                                      | Eva Musur Sitek                            |                                            | 39:51                                      |
| 1999 | ???                                        |                                            |                                            | ???                                        |                                            |                                            |
| 1998 | Ansgar Lenfers                             | Deutschland                                | 31:08                                      | ???                                        |                                            |                                            |
| 1997 | Volker Krajenski                           | Deutschland                                | 31:02                                      | Ute Dippel                                 |                                            | 38:15                                      |

### Entwicklung der Finisher-Zahlen
(Für frühe Jahrgänge unvollständig oder nicht veröffentlicht)
| Jahr | Marathon                                   | davon Frauen                               | in %                                       | Halbmarathon                               | davon Frauen                               | in %                                       | 10 km                                      | davon Frauen                               | in %                                       |
| ---- | ------------------------------------------ | ------------------------------------------ | ------------------------------------------ | ------------------------------------------ | ------------------------------------------ | ------------------------------------------ | ------------------------------------------ | ------------------------------------------ | ------------------------------------------ |
| 2023 | 1682                                       | 345                                        | 20,5                                       | 5392                                       | 1878                                       | 34,8                                       | 2308                                       | 1063                                       | 46,0                                       |
| 2022 | 2130                                       | 460                                        | 21,6                                       | 5385                                       | 1914                                       | 35,5                                       | 2203                                       | 1023                                       | 46,4                                       |
| 2021 | Absage wegen anhaltender COVID-19-Pandemie | Absage wegen anhaltender COVID-19-Pandemie | Absage wegen anhaltender COVID-19-Pandemie | Absage wegen anhaltender COVID-19-Pandemie | Absage wegen anhaltender COVID-19-Pandemie | Absage wegen anhaltender COVID-19-Pandemie | Absage wegen anhaltender COVID-19-Pandemie | Absage wegen anhaltender COVID-19-Pandemie | Absage wegen anhaltender COVID-19-Pandemie |
| 2020 | Absage wegen der COVID-19-Pandemie         | Absage wegen der COVID-19-Pandemie         | Absage wegen der COVID-19-Pandemie         | Absage wegen der COVID-19-Pandemie         | Absage wegen der COVID-19-Pandemie         | Absage wegen der COVID-19-Pandemie         | Absage wegen der COVID-19-Pandemie         | Absage wegen der COVID-19-Pandemie         | Absage wegen der COVID-19-Pandemie         |
| 2019 | 2223                                       | 449                                        | 20,2                                       | 8575                                       | 2978                                       | 34,7                                       | 4088                                       | 2002                                       | 49,0                                       |
| 2018 | 2017                                       | 390                                        | 19,3                                       | 8501                                       | 2855                                       | 33,6                                       | 4084                                       | 1959                                       | 48,0                                       |
| 2017 | 1967                                       | 399                                        | 20,3                                       | 7549                                       | 2567                                       | 34,0                                       | 3679                                       | 1799                                       | 48,9                                       |
| 2016 | 1857                                       | 339                                        | 18,3                                       | 6926                                       | 2235                                       | 32,3                                       | 3314                                       | 1531                                       | 46,2                                       |
| 2015 | 1809                                       | 319                                        | 17,6                                       | 6372                                       | 1974                                       | 31,0                                       | 3378                                       | 1483                                       | 43,9                                       |
| 2014 | 1728                                       | 248                                        | 14,4                                       | 6084                                       | 1752                                       | 28,8                                       | 3164                                       | 1353                                       | 42,8                                       |
| 2013 | 1532                                       | 272                                        | 17,8                                       | 5160                                       | 1455                                       | 28,2                                       | 2725                                       | 1201                                       | 44,1                                       |
| 2012 | 1524                                       | 247                                        | 16,2                                       | 5102                                       | 1404                                       | 27,5                                       | 2923                                       | 1221                                       | 41,8                                       |
| 2011 | 1544                                       | 221                                        | 14,3                                       | 5115                                       | 1393                                       | 27,2                                       | 2748                                       | 1133                                       | 41,2                                       |
| 2010 | 1601                                       | 217                                        | 13,6                                       | 5041                                       | 1289                                       | 25,6                                       | 2856                                       | 1083                                       | 37,9                                       |
| 2009 | 1437                                       | 266                                        | 18,5                                       | 4933                                       | 1336                                       | 27,1                                       | 2347                                       | 0935                                       | 39,8                                       |
| 2008 | 1299                                       | 175                                        | 13,5                                       | 4133                                       | 1118                                       | 27,1                                       | 1867                                       | 0717                                       | 38,4                                       |
| 2007 | 1359                                       | 206                                        | 15,2                                       | 3979                                       | 1078                                       | 27,1                                       | 1755                                       | 0675                                       | 38,5                                       |
| 2006 | 1077                                       | 131                                        | 12,2                                       | 3501                                       | 0893                                       | 25,6                                       | 1334                                       | 0520                                       | 39,0                                       |
| 2005 | 1323                                       | 169                                        | 12,8                                       | 3481                                       | 0908                                       | 26,1                                       | 1402                                       | 0525                                       | 37,4                                       |
| 2004 | 1967                                       | 250                                        | 12,7                                       | 3199                                       | 0836                                       | 26,1                                       | 1343                                       | 0526                                       | 39,2                                       |
| 2003 | 1216                                       | 132                                        | 10,9                                       | 2538                                       | 0582                                       | 22,9                                       | 1296                                       | 0455                                       | 35,1                                       |
| 2002 | 1138                                       |                                            |                                            |                                            |                                            |                                            |                                            |                                            |                                            |

## Panoramen
|  |  |

|  |  |